# Mompha cephalanthiella
Mompha cephalanthiella é uma espécie de mariposa do gênero Mompha pertencente à família Coleophoridae.